# Hrobka (přírodní památka)
Hrobka je přírodní památka poblíž města Slatiňany v okrese Chrudim. Oblast spravuje Agentura ochrany přírody a krajiny ČR. Důvodem ochrany je zachování suchomilné květeny na jižní lesostepní stráni nad Okrouhlickým potokem - bělozářka větvitá (Anthericum ramosum), kokořík mnohokvětý (Polygonatum multiflorum), šalvěj přeslenitá (Salvia verticillata), hvozdík kartouzek (Dianthus carthusianorum) aj..

## Galerie

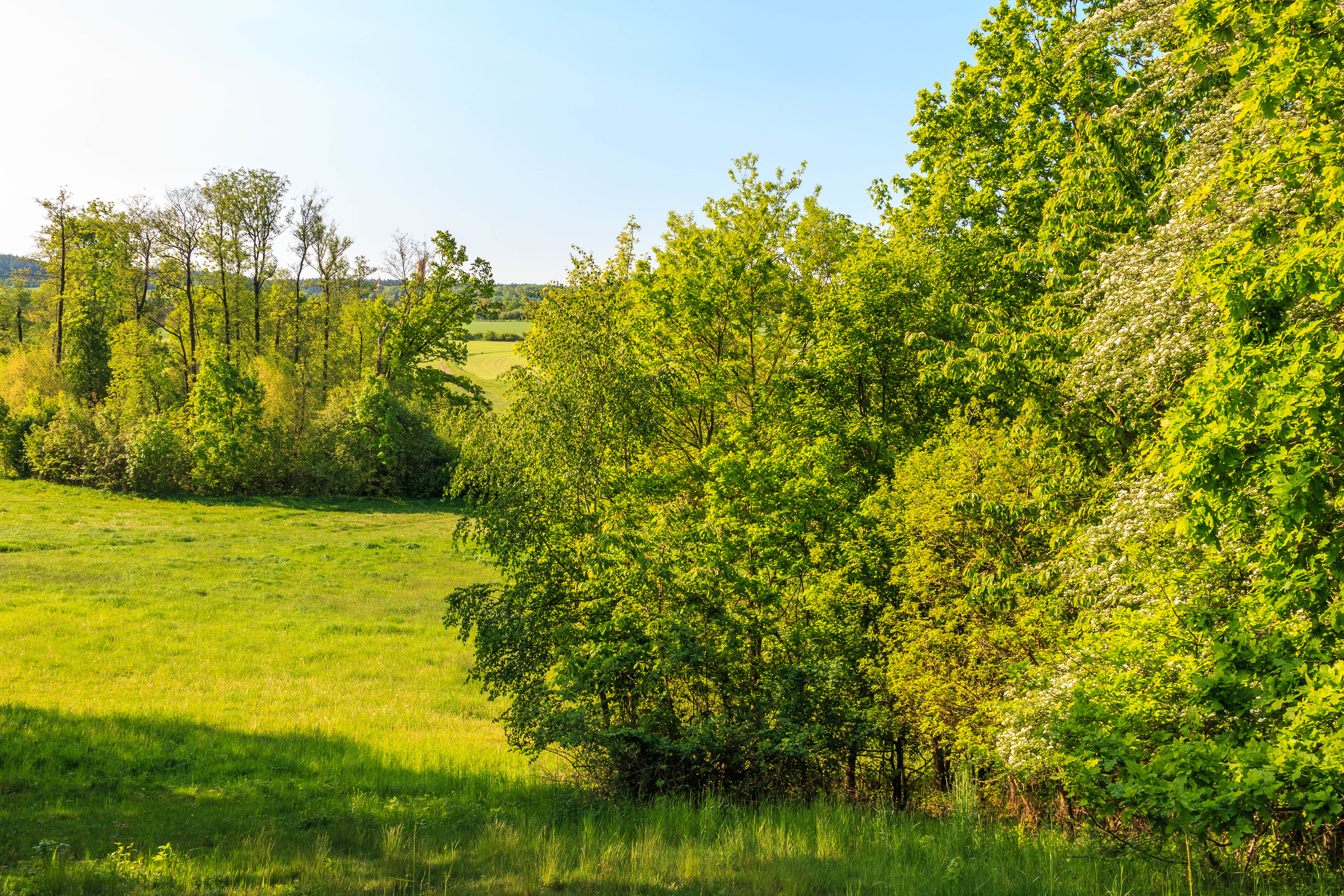
PP Hrobka
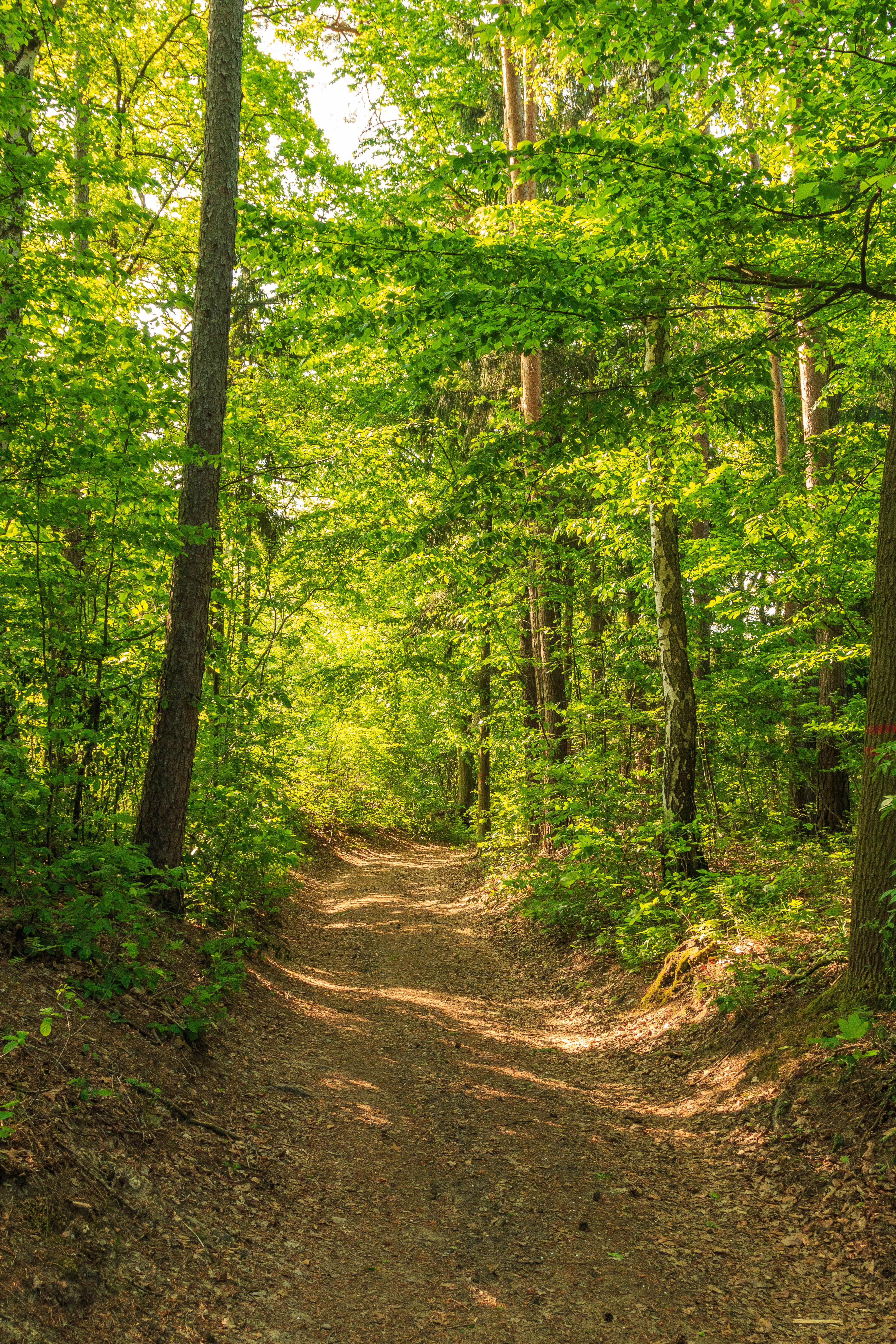
PP Hrobka
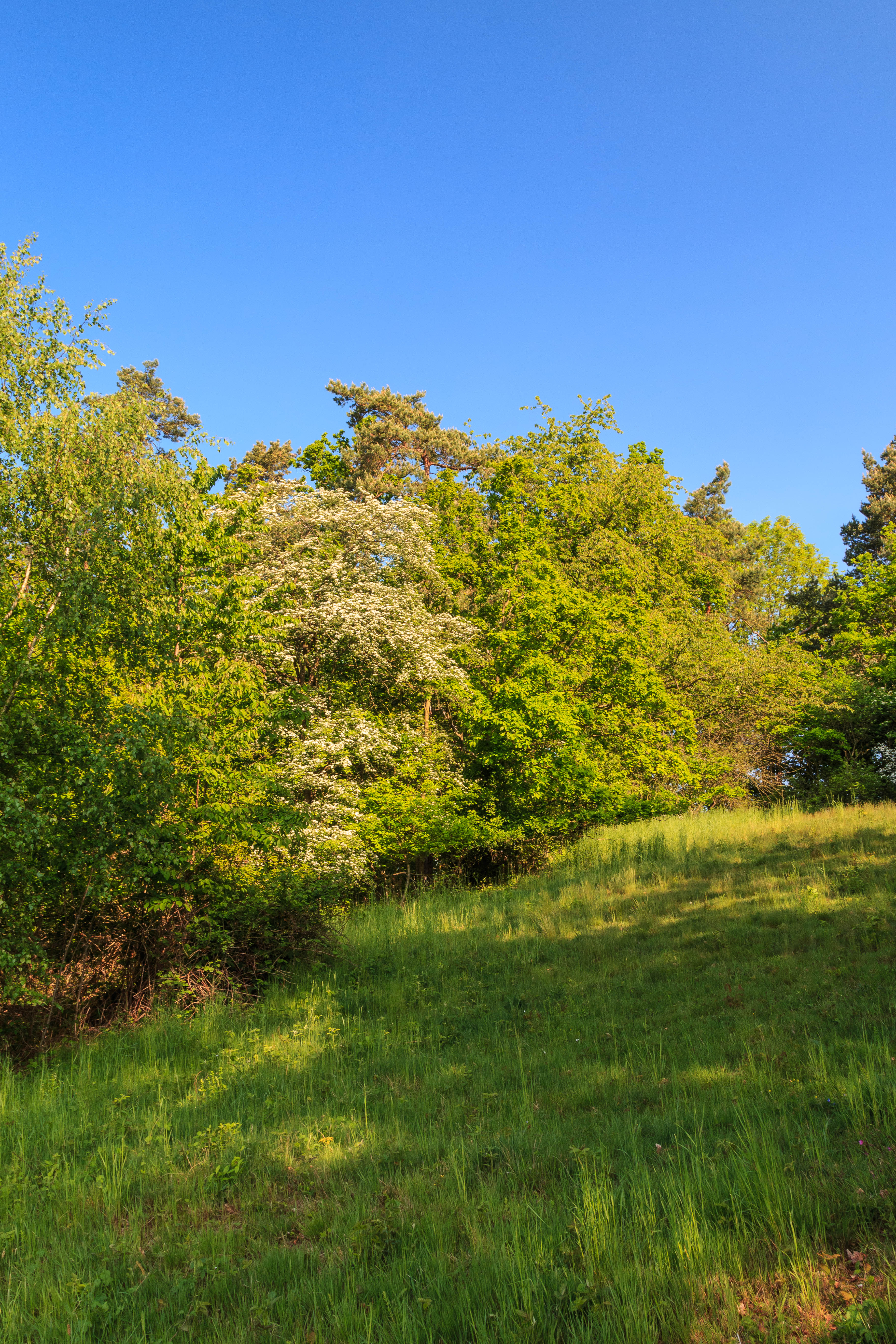
PP Hrobka
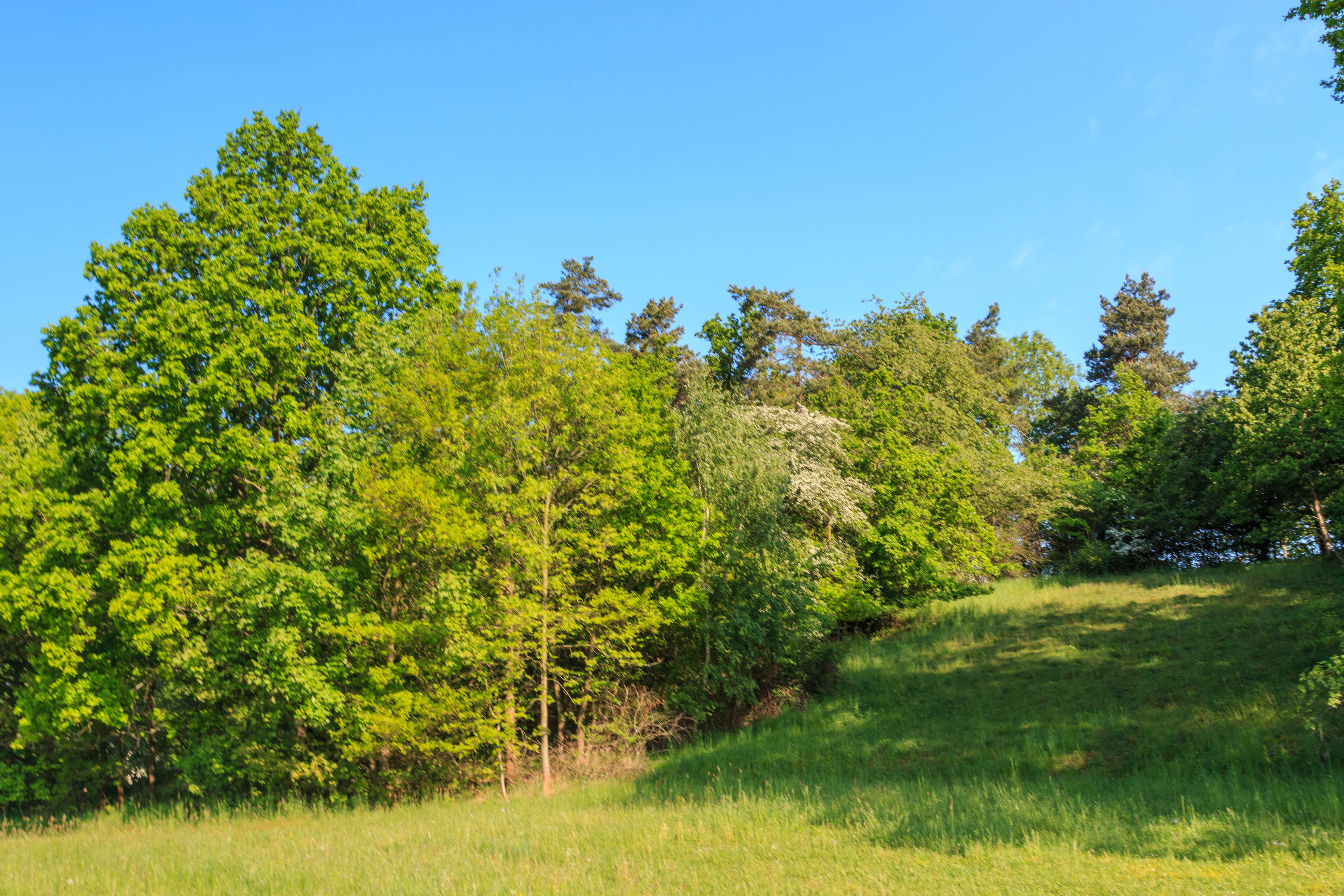
PP Hrobka